# Episodi di Batman (serie televisiva) (seconda stagione)
| nº | Titolo originale                | Titolo italiano                         | Prima TV USA      | Prima TV Italia |
| -- | ------------------------------- | --------------------------------------- | ----------------- | --------------- |
| 1  | Shoot a Crooked Arrow           | Guglielmo Tell                          | 7 settembre 1966  |                 |
| 2  | Walk the Straight and Narrow    | La falsa beneficenza                    | 8 settembre 1966  |                 |
| 3  | Hot Off the Griddle             | Una calda accoglienza                   | 4 settembre 1966  |                 |
| 4  | The Cat and the Fiddle          | Rapina ad alta quota                    | 15 settembre 1966 |                 |
| 5  | The Minstrel's Shakedown        | La borsa va in crisi                    | 21 settembre 1966 |                 |
| 6  | Barbecued Batman?               | Frequenze pericolose                    | 22 settembre 1966 |                 |
| 7  | The Spell of Tut                | Un piano faraonico                      | 28 settembre 1966 |                 |
| 8  | Tut's Case is Shut              | Il segreto degli scarabei               | 29 settembre 1966 |                 |
| 9  | The Greatest Mother of Them All | La mamma migliore del mondo             | 5 ottobre 1966    |                 |
| 10 | Ma Parker                       | Il penitenziario della Mala             | 6 ottobre 1966    |                 |
| 11 | The Clock King's Crazy Crimes   | Il tempo è scaduto                      | 12 ottobre 1966   |                 |
| 12 | The Clock King Gets Crowned     | Il misterioso signor Fabbri             | 13 ottobre 1966   |                 |
| 13 | An Egg Grows in Gotham          | Un uovo cresce a Gotham                 | 19 ottobre 1966   |                 |
| 14 | The Yegg Foes in Gotham         | Il cavillo di Egghead                   | 20 ottobre 1966   |                 |
| 15 | The Devil's Fingers             | La nota stonata                         | 26 ottobre 1966   |                 |
| 16 | The Dead Ringers                | La stecca del maestro                   | 27 ottobre 1966   |                 |
| 17 | Hizzonner the Penguin           | Un sindaco per Gotham City              | 2 novembre 1966   |                 |
| 18 | Dizzonner the Penguin           | Giù la maschera, Pinguino!              | 3 novembre 1966   |                 |
| 19 | Green Ice                       | Ghiaccio verde                          | 9 novembre 1966   |                 |
| 20 | Deep Freeze                     | Trappola di ghiaccio                    | 10 novembre 1966  |                 |
| 21 | The Impractical Joker           | Mille chiavi per il mio regno           | 16 novembre 1966  |                 |
| 22 | The Joker's Provokers           | Le provocazioni del Joker               | 17 novembre 1966  |                 |
| 23 | Marsha, Queen of Diamonds       | La Regina dei Diamanti                  | 23 novembre 1966  |                 |
| 24 | Marsha's Scheme of Diamonds     | Nozze di diamante                       | 24 novembre 1966  |                 |
| 25 | Come Back, Shame                | La carica dei tori                      | 30 novembre 1966  |                 |
| 26 | It's the Way You Play the Game  | Batman toreador                         | 1º dicembre 1966  |                 |
| 27 | The Penguin's Nest              | La tana del Pinguino                    | 7 dicembre 1966   |                 |
| 28 | The Bird's Last Jest            | L'ultimo scherzo dell'uccello           | 8 dicembre 1966   |                 |
| 29 | The Cat's Meow                  | Un do molto acuto                       | 14 dicembre 1966  |                 |
| 30 | The Bat's Kow Tow               | Un riscatto impossibile                 | 15 dicembre 1966  |                 |
| 31 | The Puzzles Are Coming          | Arrivano i puzzle                       | 21 dicembre 1966  |                 |
| 32 | The Duo Is Slumming             | L'enigma risolto                        | 22 dicembre 1966  |                 |
| 33 | The Sandman Cometh              | Il sonno innaturale                     | 28 dicembre 1966  |                 |
| 34 | The Catwoman Goeth              | Il labirinto infernale                  | 29 dicembre 1966  |                 |
| 35 | The Contaminated Cowl           | Morte in agguato                        | 4 gennaio 1967    |                 |
| 36 | The Mad Hatter Runs Afoul       | Una falsa morte                         | 5 gennaio 1967    |                 |
| 37 | The Zodiac Crimes               | I crimini dello Zodiaco (prima parte)   | 11 gennaio 1967   |                 |
| 38 | The Joker's Hard Times          | I crimini dello Zodiaco (seconda parte) | 12 gennaio 1967   |                 |
| 39 | The Penguin Declines            | I crimini dello Zodiaco (terza parte)   | 18 gennaio 1967   |                 |
| 40 | That Darn Catwoman              | La metamorfosi di Robin                 | 19 gennaio 1967   |                 |
| 41 | Scat, Darn Catwoman             | Il tranello di Batman                   | 25 gennaio 1967   |                 |
| 42 | Penguin Is a Girl's Best Friend | Penguin si dà al cinema                 | 26 gennaio 1967   |                 |
| 43 | Penguin Sets a Trend            | L'armata di Penguin                     | 1º febbraio 1967  |                 |
| 44 | Penguin's Disastrous End        | La camera blindata                      | 2 febbraio 1967   |                 |
| 45 | Batman's Anniversary            | Una torta a sorpresa                    | 8 febbraio 1967   |                 |
| 46 | A Riddling Controversy          | Una soluzione folgorante                | 9 febbraio 1967   |                 |
| 47 | The Joker's Last Laugh          | L'ultima risata del Joker               | 15 febbraio 1967  |                 |
| 48 | The Joker's Epitaph             | L'epitaffio del Joker                   | 16 febbraio 1967  |                 |
| 49 | Catwoman Goes to College        | Catwoman va all'università              | 22 febbraio 1967  |                 |
| 50 | Batman Displays His Knowledge   | La tentazione di Batman                 | 23 febbraio 1967  |                 |
| 51 | A Piece of the Action           | Il rivale di Batman                     | 1º marzo 1967     |                 |
| 52 | Batman's Satisfaction           | Fra i francobolli giganti               | 2 marzo 1967      |                 |
| 53 | King Tut's Coup                 | Il ritorno di Re Tut                    | 8 marzo 1967      |                 |
| 54 | Batman's Waterloo               | Il sequestro di Cleopatra               | 9 marzo 1967      |                 |
| 55 | Black Widow Strikes Again       | La Vedova Nera colpisce ancora          | 15 marzo 1967     |                 |
| 56 | Caught in the Spider's Den      | Nella tana del ragno                    | 16 marzo 1967     |                 |
| 57 | Pop Goes the Joker              | Joker artista pop (prima parte)         | 22 marzo 1967     |                 |
| 58 | Flop Goes the Joker             | Joker artista pop (seconda parte)       | 23 marzo 1967     |                 |
| 59 | Ice Spy                         | Un iceberg a Gotham                     | 29 marzo 1967     |                 |
| 60 | The Duo Defy                    | La formula segreta                      | 30 marzo 1967     |                 |